# Gianh
De Gianh (Vietnamees: Sông Gianh) is een rivier in de provincie Quảng Bình in de Noord-Centrale regio van Vietnam (Vietnamees: Bắc Trung Bộ). De rivier is 268 kilometer lang.
Het was de grens tussen heersende families tijdens de opdeling van Vietnam na het Trinh-Nguyen-conflict van de 17e eeuw, en diende om het land effectief te verdelen tussen noordelijke en zuidelijke regio's. De 17e breedtegraad die tussen 1954 en 1975 als grens tussen Noord-Vietnam en Zuid-Vietnam diende, bevond zich net ten zuiden, aan de Bến Hải-rivier in de provincie Quảng Trị.
Op 25 januari 2009 vond een ongeval plaats op deze rivier waarbij 42 mensen het leven verloren en nog eens 5 personen vermist raakten.